# بروز أنفي طرفي
بروز أنفي طرفي (بالإنجليزية: Lateral nasal prominence)‏ يحدث بسبب نشوء الأجزاء المحيطة، يتم تحويل المناطق الشمية إلى وهدات، وهي الوهدات الشمية، توجد في الجبهة الأنفية تنقسم إلى نتوء في الوسط واثنين من «البروز الأنفية الطرفية» (أو «نتوءات أنفية طرفية» أو «الأنفية الطرفية» أو «النتوءات الأنفية»).

## علم الأمراض
قد يتسبب تعذر الاندماج في الشفة المشقوقة.

## صور إضافية

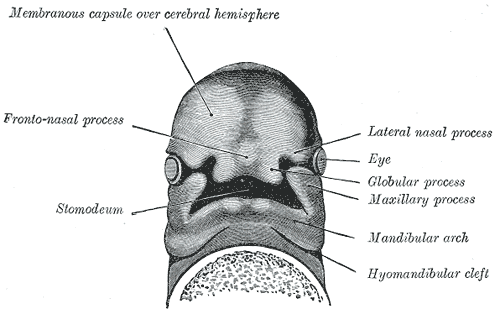
تحت سطح رأس جنين بشري يبلغ من العمر تسعًا وعشرين يومًا.
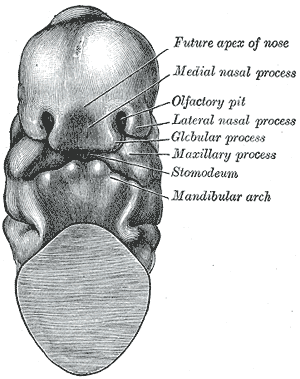
نهاية رأس جنين بشري يبلغ من العمر من 30-31 يومًا تقريبًا.
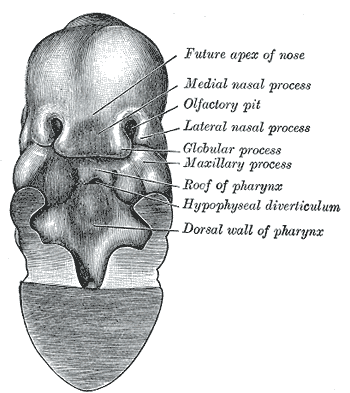
الجنين ذاته كما هو موضح في شكل 45، مع إزالة الجدار الأمامي للبلعوم.